# یواس‌اس اربیا (آی‌دی-۳۴۳۴)
یواس‌اس اربیا (آی‌دی-۳۴۳۴) (به انگلیسی: USS Arabia (ID-3434)) یک کشتی بود که طول آن ۱۱۳ فوت ۴ اینچ (۳۴٫۵۴ متر) بود. این کشتی در سال ۱۹۰۳ ساخته شد.